# Palaemon varians
Palaemon varians, im Deutschen auch unter den Namen Schwimmgarnele, Brackwassergarnele oder Glasgarnele bekannt, ist eine Garnelenart aus der Gattung der Felsengarnelen (Palaemon) innerhalb der Familie der Felsen- und Partnergarnelen (Palaemonidae). Sie war bis zu einer taxonomischen Revision 2013 unter dem Synonym Palaemonetes varians bekannt, dieser Name ist vor allem in angewandten Bereichen wie der Aquaristik bis heute weit verbreitet.

## Merkmale
Die Schwimmgarnele erreicht eine Länge bis maximal 50 mm, bleibt aber häufig kleiner (ca. 40 mm). Sie ist farblos-durchscheinend ohne auffallende Färbung oder Zeichnung. Am Carapax sind unterhalb der Orbitalgrube (der Einbuchtung des Carapax-Randes zur Aufnahme der Augen) zwei Dornen, als antennularer und der branchiostegaler Dorn bezeichnet, vorhanden. Das Rostrum (der dornartige Fortsatz, der den Carapax nach vorn, zwischen den Augen, verlängert) kann gekrümmt oder gerade sein, er trägt auf der Oberseite (Dorsalseite) vier bis sechs, auf der Unterseite (Ventralseite) zwei Zähne. Die ersten Antennen besitzen drei Fühlergeißeln. Der kürzere Zweig der äußeren Geißel erreicht etwa vier Fünftel der Länge der Antennenbasis (Pedunkulus), er ist auf etwa drei Viertel seiner Länge mit dem längeren Ast verwachsen. Die Mandibeln besitzen einen Palpus.
Während Tiere des Atlantiks, der Nord- und Ostsee nach diesen Merkmalen bestimmbar sind, müssen zur Unterscheidung von Tieren aus dem Mittelmeerraum weitere Merkmale berücksichtigt werden. Ein Bestimmungsschlüssel findet sich bei Tzomos & Athanasios Koukouras (2015).

## Vorkommen
Die Schwimmgarnele kommt europaweit im Küstenbereich und in Brackwasserbereichen vor. Vorkommen existieren von Norwegen im Norden, entlang der Atlantikküste, südlich bis Spanien, unter Einschluss von Großbritannien und an den Küsten des Mittelmeeres, nach Osten auf der Südseite bis Tunesien und an der Nordküste bis zur Camargue.
Dabei scheint die Besiedlungsdichte in Brackwassergebieten (z. B. Flussmündungen oder Boddenbereich der Ostsee) deutlich höher zu sein als im Meer selbst. Insgesamt ist die Garnele bezüglich des Salzgehaltes im Wasser extrem anpassungsfähig. Die natürliche Lebenserwartung wird mit 1,5 bis 2 Jahren angegeben.

## Lebensweise
Entsprechend ihrem Vorkommen hat die Schwimmgarnele eine breite Temperaturtoleranz zwischen 4 und 22 °C. Die Tiere leben sozial, auch kleinere Tiere werden von ausgewachsenen Garnelen nicht attackiert.

## Aquaristik
Die Schwimmgarnele sollte in einem Brackwasseraquarium gehalten werden. Aquarien ab 30 Liter reichen aus, man muss aber bedenken, dass diese Garnelen recht munter sind und viel Schwimmraum brauchen. Auch sollte das Becken abgedeckt sein, da die Garnelen, wenn sie erschreckt werden, schnell aus dem Becken springen. Ein mittlerer Salzgehalt von 15 ppt (1,5 %) wird von den Tieren gut vertragen. Bei einem solchen Salzgehalt setzen die Weibchen auch Eier an und man kann bei guten Wasserwerten die Entwicklung der Larven beobachten. Zur Vergesellschaftung eignen sich Schnecken und Einsiedlerkrebse, die ebenfalls mit geringeren Salzkonzentrationen zurechtkommen.

## Phylogenie, Taxonomie, Systematik
Die Gattung Palaemon (nach heutiger Auffassung) umfasst gut 80 Arten und ist beinahe weltweit verbreitet. Bis 2013 wurden alle Arten mit einem Palpus (Taster) an den Mandibeln als Gattung Palaemonetes, diejenigen ohne Palpus als Gattung Palaemon aufgefasst, wobei Palaemon-Arten im alten Sinne eher marin, Palaemonetes-Arten limnisch (im Süßwasser) oder in Brackwasser verbreitet sind. 2012 konnte eine englische Forschergruppe mittels phylogenomischer Analysen zeigen, dass diese „Gattungen“ keine natürlichen Einheiten (paraphyletisch) sind; vielmehr sind somit die Arten unterschiedlicher geographischer Regionen jeweils untereinander näher verwandt, unabhängig von der vorherigen Gattungszuordnung. Bereits vorher hatten morphologische Untersuchungen in die gleiche Richtung gedeutet. Im Jahr 2013 wurden daher die bisherigen Gattungen synonymisiert und diese Ansicht hat sich rasch durchgesetzt. Die Art muss daher, wie bereits bei ihrer Erstbeschreibung, den Namen Palaemon varians tragen.
Betrachtet man nur die europäische Region unter Ausschluss weiter entfernter Gebiete sind die westatlantischen und mediterranen Arten der ehemaligen Gattung Palaemonetes, unter Einschluss von Palaemon varians, nach wie vor untereinander eng verwandt und bilden eine gemeinsame Klade. Alle anderen Arten, außer Palaemon varians selbst, sind dabei ausschließlich im Mittelmeergebiet (mediterran) verbreitet. Allerdings wurde die ostasiatische Art Palaemon macrodactylus, die ebenfalls Brackwasserhabitate besiedelt, nach England als Neozoon eingeschleppt und kann sich möglicherweise weiter ausbreiten.

## Etymologie
Der Gattungsname Palaemon geht auf die griechische Meeres- und Hafengottheit Palaimon (latinisiert: Palaemon) zurück. Der Artname varians stammt vom lateinischen Verb variare (deutsch: abwechseln, verändern) ab.